# Майское (Тарановский район)
Майское (каз. Май) — село в Тарановском районе Костанайской области Казахстана. Административный центр Майского сельского округа. Код КАТО — 396453100.

## Население
В 1999 году население села составляло 2700 человек (1254 мужчины и 1446 женщин). По данным переписи 2009 года, в селе проживало 2097 человек (973 мужчины и 1124 женщины).
По данным на 1 июля 2013 года население села составляло 2152 человека.